# Čista desetka
Čista desetka je slovenska humoristična televizijska serija televizije POP TV. Avtor, režiser in scenarist serije je Branko Đurić - Đuro.

## Opis
Mirko je tipičen Slovenec balkanskega porekla, ustanovil  je firmo z veliko zagnanosti, z velikimi načrti in minimalnimi sredstvi. Objavil je oglas, da išče sodelavce, ki bi bili pripravljeni delati kot partnerji v podjetju, namesto plačila pa bi dobili hrano, stanovanje in udeležbo pri dobičku. 
Počasi so se v hišo stekli ljudje, Finančnica Betka s sumljivo preteklostjo, podjetni priseljenec Scao Tan s Kitajske, brezposelni, a genialni mehanik Boris, malo izgubljena manekenka Vesna, vizualni umetnik svobodnih nazorov Erik in ostareli avanturist Rajko – vsi postanejo del velike, bolj ali manj srečne družine, ki jo z železno roko skupaj drži Mirkova partnerka Slavica, malo pa ji pri tem pomaga tudi njen hišni ljubljenček - pujs Žarko.
V hišo prinese še skromnega in zadržanega Slavičinega sina Slavka, ki se je ločil od svoje žene. Vsak iz te pisane druščine najde nov dom in vseh deset stanovalcev stopa uspehom naproti.

## Igralci
| Igralec            | Vloga                      | Čas igranja (sezone) |
| ------------------ | -------------------------- | -------------------- |
| Nenad Tokalić-Nešo | Mirko Car                  | 1-2                  |
| Urška Vučak        | Mama Slavica Žlindra       | 1-2                  |
| Kristijan Guček    | Slavko Žlindra             | 1-2                  |
| Sandi Pavlin       | Upokojenec Rajko           | 1-2                  |
| Ajda Smrekar       | Vesna Kolenc               | 1-2                  |
| Primož Pirnat      | Boris Čuk                  | 1-2                  |
| Jure Henigman      | »Designer« (Dizajner) Erik | 1-2                  |
| Urška Bradaškaja   | Betka Trček                | 1                    |
| Wu Hong Hai        | Scao Tan                   | 1-2                  |
| Mojca Funkl        | Verica Kisovec             | 2                    |
| Jaka Fon           | Poštar Jaka                | 1-2                  |

| Igralec       | Vloga                  | Čas igranja                            |
| ------------- | ---------------------- | -------------------------------------- |
| Vid Valič     | Poštar                 | Prva sezona                            |
| Peter Poles   | Mirkov prijatelj       | Prva sezona 13. del                    |
| Iva Babič     | Bivša od žena Slavkota | Prva sezona 1. del Druga sezona 7. del |
| Boris Cavazza | Stranka                | Prva sezona 4. del                     |
| Jože Vunšček  | Vesnin oče             | Druga sezona 8. del                    |
| Dario Varga   | župnik                 | Druga sezona zadnji del                |

Opombe:
1. ↑  Igralec je prenehal igrati v nanizanki po koncu prve sezone.
2. ↑  Igralec je začel igrati v nanizanki v začetku druge sezone.

## Epizode
| Sezona | Sezona | Epizode | Originalno predvajanje | Originalno predvajanje |
| Sezona | Sezona | Epizode | Začetek sezone         | Konec sezone           |
| ------ | ------ | ------- | ---------------------- | ---------------------- |
|        | 1      | 15      | 12. september 2012     | 19. december 2012      |
|        | 2      | 13      | 4. marec 2013          | 3. junij 2013          |

### Sezona 1
| Zap. # | Epizoda sezone | Naslov epizode        | Premierno predvajanje |
| ------ | -------------- | --------------------- | --------------------- |
| 1.     | 1              | "Spet doma"           | 12. sep 2012          |
| 2.     | 2              | "Šali, kape"          | 19. sep 2012          |
| 3.     | 3              | "Masaža"              | 26. sep 2012          |
| 4.     | 4              | "Borisova garaža"     | 3. okt 2012           |
| 5.     | 5              | "Kriza"               | 10. okt 2012          |
| 6.     | 6              | "Turistična agencija" | 17. okt 2012          |
| 7.     | 7              | "Eko Car"             | 24. okt 2012          |
| 8.     | 8              | "Stand up"            | 30. okt 2012          |
| 9.     | 9              | "TV Kviz"             | 7. nov 2012           |
| 10.    | 10             | "Svetla prihodnost"   | 14. nov 2012          |
| 11.    | 11             | "Fuzbal zvezda"       | 21. nov 2012          |
| 12.    | 12             | "Švic štrom"          | 28. nov 2012          |
| 13.    | 13             | "Poker"               | 5. dec 2012           |
| 14.    | 14             | "Ko mačke ni doma"    | 12. dec 2012          |
| 15.    | 15             | "Konec sveta"         | 19. dec 2012          |

### Sezona 2
| Zap. # | Epizoda sezone | Naslov epizode         | Premierno predvajanje |
| ------ | -------------- | ---------------------- | --------------------- |
| 16.    | 1.             | "Usodni obisk"         | 4. mar 2013           |
| 17.    | 2.             | "Šejk Mirko"           | 11. mar 2013          |
| 18.    | 3.             | "Državljanstvo"        | 18. mar 2013          |
| 19.    | 4.             | "Žarko Žrebec "        | 25. mar 2013          |
| 20.    | 5.             | "Operacija Verica"     | 1. apr 2013           |
| 21.    | 6.             | "Vse za Ljubezen"      | 8. apr 2013           |
| 22.    | 7.             | "Lepotni salon"        | 15. apr 2013          |
| 23.    | 8.             | "Vesna naprodaj"       | 22. apr 2013          |
| 24.    | 9.             | "Misija deponija"      | 6. maj 2013           |
| 25.    | 10.            | "Popoln moški"         | 13. maj 2013          |
| 26.    | 11.            | "Romantično potovanje" | 20. maj 2013          |
| 27.    | 12.            | "Dekliščina"           | 27. maj 2013          |
| 28.    | 13.            | "Poroka"               | 3. junij 2013         |